# 조선민주주의인민공화국 주석
조선민주주의인민공화국의 주석(朝鮮民主主義人民共和國主席)은 조선민주주의인민공화국의 국가원수이다. 1972년 12월 28일에 최고인민회의 5기 1차 회의에서 사회주의헌법을 채택하며 설치되었다. 최고인민회의에서 선출되며 임기는 5년이다. 초대 주석인 김일성이 사망한 후 공석으로 유지하고 있다가 1998년 9월 5일 개최된 최고인민회의 제10기 1차 회의에서의 헌법 개정을 통해 폐지했다.

## 같이 보기
- 조선민주주의인민공화국 부주석
- 조선로동당 총비서